# 擬樺屬
擬樺屬（學名：Betulites），又名白堊樺木屬，是樺木科的一個已滅絕的屬。生存於晚白堊紀至中新世，主要生長在溫帶氣候的潮濕地區。

## 特徵
擬樺屬的葉片和樺木屬十分相似，都呈圓形、橢圓形或心形，且邊緣都為齒狀。葉脈包括一條中央葉脈和與其呈45度角分支出去的小葉脈。發掘出的葉片化石大多與枝條分離，表明它們和樺木屬一樣屬於季節性落葉植物。

## 物種[1]
- Betulites oblongus Campbell, 1961
- Betulites obtusus Campbell, 1961
- Betulites quadratifolius Campbell, 1961
- Betulites snowii Campbell, 1961